# Dendrocnide vitiensis
Dendrocnide vitiensis là loài thực vật có hoa trong họ Tầm ma. Loài này được (Seem.) Chew mô tả khoa học đầu tiên năm 1965.